# Рей (Колорадо)
Вижте пояснителната страница за други значения на Рей.
Рей (на английски: Wray) е град в окръг Юма, щата Колорадо, САЩ. Рей е с население от 2187 жители (2000) и обща площ от 7,7 km². Намира се на 1087 m надморска височина. ЗИП кодът му е 80758, а телефонният му код е 970.